# Cynanchum mariquitense
Cynanchum mariquitense là một loài thực vật có hoa trong họ La bố ma. Loài này được Mutis mô tả khoa học đầu tiên năm 1958.